# Том и Джери: Бързи и космати
„Том и Джери: Бързи и космати“ (на английски: Tom and Jerry: The Fast and the Furry) е анимационен филм от 2005 г. с участието на двойката анимационни герои и носители на седем награди „Оскар“ – Том и Джери. Подзаглавието е пародия на филма „Бързи и яростни“, създаден от „Юнивърсъл Студиос“. Филмът е прожектиран само в някои градове в САЩ.

## Сюжет
Внимание:  Текстът по-долу разкрива сюжета на произведението (или части от него)!
Том и Джери опустошават дома си и не им остава друго, освен да се запишат в състезанието „Fabulous Super Race“, чиято реклама виждат по телевизията. Наградата е ключът за луксозно имение. Котаракът и мишокът си поставят за цел да построят свои собствени автомобили – макар и да са от материали за скрап, а след това се представят на домакините на състезанието. След продължилата дълго гонка с какви ли не щури състезатели и модерни возила, двамата завършват наравно и наградата е присъдена и на двамата. Но, изглежда, новият дом ще сподели съдбата на стария.

## Участници в състезанието
| Участник        | Каран(и) автомобил(и)                                       | Описание                                                                                    | Завършил                      | В състезанието/елиминация |
| --------------- | ----------------------------------------------------------- | ------------------------------------------------------------------------------------------- | ----------------------------- | --- |
| Том             | Оранжева кола, подобие на Плимут Аклайм; Оранжева джет-кола | Домашна котка, заела се с нелеката задача да се отърве от Джери                             | Първо място, поделено с Джери | Победител, но се завръща в състезанието след елиминация по маршрута Антарктида – Австралия |
| Джери           | Синя кола, подобие на БМВ М3; Синя джет-кола                | Мишок, живеещ в дома на Том, който постоянно прави опити да се отърве от него               | Първо място, поделено с Том   | Победител (единствен участник, който не е елиминиран) |
| Грами           | Розов Форд, хот-род модел                                   | Стара жена, записала се в състезанието заедно с домашния си любимец                         | Второ място                   | Том хваща домашния любимец на Грами и го пуска в устата на кит, където отива и старата дама; по-късно двамата се завръщат, но Том отново им погажда номер – спуква балоните, които държат колата им във въздуха |
| Гортън          | Шестколесен мотор, напомнящ Дукати 999R                     | „Сразител на светлината“, собственик на магазин за цветя                                    | Трето място                   | Гортън и колата му обикалят безцелно Антарктида, като преди това коментаторите на шоуто му отправят предизвикателство                                                                                           |
| Стийд Диркли    | Син автомобил, приличащ на Шевролет Камаро                  | Плейбой, имащ намерението да дари наградата (на себе си), ако спечели                       | Четвърто място                | Мълния удря колата му и потъва; влюбва се в морска сирена, която впоследствие се оказва чудовище |
| Малъри Макдугъл | Червен миниван, подобие на Форд Аеростар                    | Грижовна майка, която обича да играе футбол; неслучайно нейният прякор е „Футболното мамче“ | Пето място                    | Том обръща пътна табела, след което Малъри минава по грешния път; успява да се измъкне преди да затъне в плаващи пясъци                                                                                         |
| Д-р Професор    | Свое изобретение                                            | Много изобретения, променящи света все повече и повече, са именно негово дело               | Не се класира                 | Изчезва безследно заедно с колата си |

## Пълнометражна версия
Това е третият „широкоекранен“ филм за Том и Джери (първите два са „Том и Джери: Филмът“ (1993) и „Том и Джери: Мисия до Марс“ (2005), въпреки че предназначеното за регион 1 DVD издание е на цял екран.
Подобно на други телевизионни предавания, заснети във висока резолюция („Американски идол“, „Любопитният Джордж“), и някои други филми („Училищен мюзикъл“, „Земята преди време: Денят на летците“), мониторът, на който екипът на „Бързи и космати“ е работел, е имал две „области на безопасност“ (англ. safe areas) – с цел избягване отстраняването на голяма част от важните визуални елементи.
Издаден е на Blu-ray диск на 5 април 2011 г.

## „Том и Джери: Бързи и космати“ в България
В България филмът се излъчва за пръв път по PRO.BG (bTV Action) през 2009 г. Дублажът е на Имидж Пръдакшън. Екипът се състои от:
| Озвучаващи артисти  | Светлана Смолева Станислав Пищалов Емил Емилов Тодор Георгиев |
| Преводач            | Силвина Димитрова                                             |
| Тонрежисьор         | Тони Петров                                                   |
| Режисьор на дублажа | Ивайло Чилингирян                                             |